# Prowincja Vibo Valentia
Prowincja Vibo Walentia (wł. Provincia di Vibo Valentia) – prowincja we Włoszech.
Nadrzędną jednostką podziału administracyjnego jest region (tu: Kalabria), a podrzędną jest gmina.
Liczba gmin w prowincji: 50.